# Canephora unicolor
Canephora unicolor är en fjärilsart som beskrevs av Hüfnagel 1766. Canephora unicolor ingår i släktet Canephora och familjen säckspinnare. Inga underarter finns listade i Catalogue of Life.